# ILe (cantante)
Ileana Mercedes Cabra Joglar (San Juan, Puerto Rico, 28 de abril de 1989), más conocida por el nombre artístico iLe, es una cantante y compositora puertorriqueña. Se inició en la industria musical en su adolescencia siendo la voz femenina de Calle 13, grupo musical del que formó parte junto a sus medio hermanos, René Pérez Joglar «Residente» (por parte de madre) y  Eduardo Cabra «Visitante» (por parte de padre).
Su primera producción como solista, titulada Ilevitable y lanzada en junio de 2016, obtuvo al año siguiente un Grammy en la categoría "Mejor Álbum de Rock, Urbano o Alternativo" y por ella iLe fue nominada a un Grammy Latino como "Mejor artista novel".
A lo largo de su trayectoria, iLe ha cautivado a la prensa internacional, llenando salas en Puerto Rico, Estados Unidos y Europa.

## Biografía
Es hija de Flor Joglar de Gracia, actriz que perteneció a la compañía Teatro del Sesenta y de José Cabra González, publicista y músico. 
Desde muy pequeña, Ile mostró un gran interés por la música. Comenzó a cantar cuando todavía estaba aprendiendo a hablar, imitando la fonética de grandes cantantes del momento y aprendiéndose las bandas sonoras de las películas que más le gustaban. En aquel entonces se limitaba a cantar en la intimidad de fiestas y reuniones familiares.[cita requerida]
Durante sus años de escuela elemental en la escuela Josefita Monserrate de Sellés, perteneció al Coro de Voces, dirigido por Evangeline Oliver, y al Coro de Campanas. Además, tomó clases de piano en el Conservatorio de Música de Puerto Rico. Ileana heredó la voz de su madre, y de su abuela Flor Amelia de Gracia Barreiro, maestra de profesión y compositora. A los 16 años, mientras cursaba el segundo año de escuela superior, su hermano René, después de recogerla de la escuela, le propuso cantar La Aguacatona para el demo que estaba trabajando junto a su hermano Eduardo. Comenzó sus primeros cursos individuales de canto con la soprano puertorriqueña Hilda Ramos y luego tomó otros cursos con la cantante cubana Gema Corredera, integrante del grupo Gema y Pavel.

## Calle 13

### Primeros años
A partir de entonces, fue colaborando como corista de un invento musical formado por el famoso dúo de hermanos. Sin expectativas de nada, La Aguacatona hizo que la disquera White Lion les abriera las puertas de inmediato. Después de grabar un segundo tema titulado «La Tribu», fue apodada PG-13 por su primo Ian Marcel Cardozo Joglar, ya que ella era menor de edad cuando se integró al grupo. PG-13 se refiere a la clasificación que se usa para el contenido de las películas, no aptas para menores de 13 años de edad.
Durante el 2005 tuvo presentaciones a horas de la madrugada en distintos tipos de locales alrededor de la Isla, dándole una estructura a lo que luego se convertiría en el grupo Calle 13. A los 16 años se presentó sola, por primera vez, ante un público de miles de personas en el Coliseo de Puerto Rico José Miguel Agrelot, como parte del primer concierto de Calle 13. En aquella ocasión escogió un tema de La Lupe, titulado Puro Teatro. 
Al cursar el tercer año de escuela superior comenzó a viajar con el grupo fuera de Puerto Rico. De ahí en adelante, tuvo la oportunidad de conocer otros países compartir  tarima con grandes músicos a quienes admira mucho, entre ellos Gustavo Santaolalla, Kevin Johansen y Susana Baca.

### Presentaciones en Latin Grammys

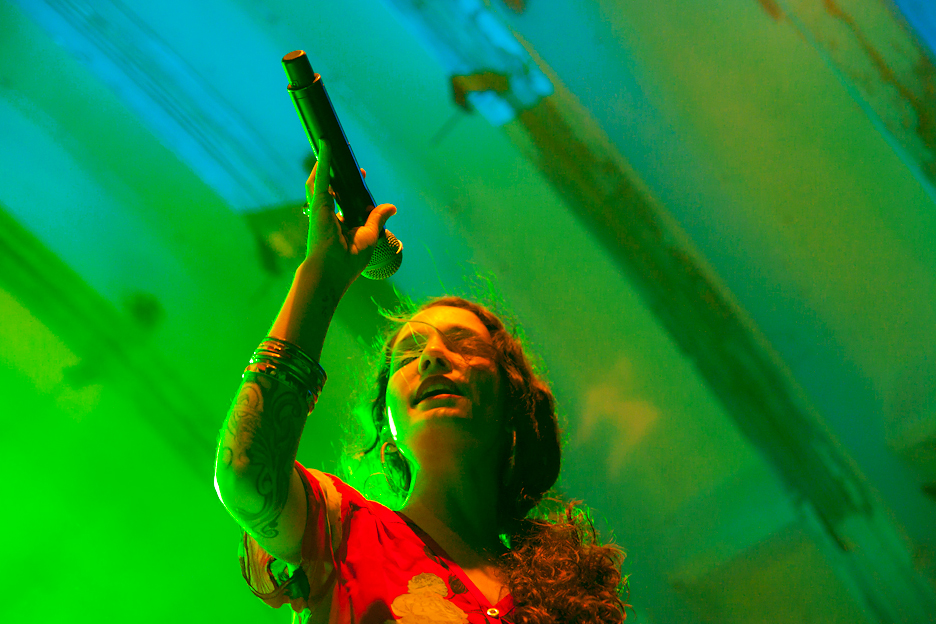
La cantante en 2011

Una de sus actuaciones más memorables fue a sus 18 años, durante la octava entrega anual de los Grammy Latino en el Mandalay Bay en Las Vegas, en la que Calle 13 interpretó Pa’l Norte, comenzando su presentación con un solo de PG-13 a capela.
En noviembre de 2011, Calle 13 abrió la Gala de la duodécima edición de los premios Grammy Latinos con el tema Latinoamérica, en un arreglo sinfónico orquestado por Alex Berti, dirigido por el Maestro Gustavo Dudamel. En una reseña de Latino Fox News describen que las notas altas de PG-13 dejaron a todos en sin palabras.

## Carrera como solista

### Primeros pasos
Para finales de 2012 participó en el Especial Navideño del Banco Popular de Puerto Rico, que se produce y presenta anualmente desde 1993, bajo el nombre Hecho con sabor a Puerto Rico. En él Ileana tuvo una elogiada participación con el tema La Pared que fue descrita por el Diario de NY como “soberbia”. La Pared es una de las primeras canciones exitosas del compositor puertorriqueño Roberto Angleró.

### Colaboraciones
En 2010 fue invitada por Kevin Johansen a colaborar con él en el tema Logo durante su presentación en el Teatro Nacional de Buenos Aires; dicho tema formó parte del material discográfico de Johansen, The Nada Liniers: Vivo en Buenos Aires.
En 2012 fue escogida por el boxeador Miguel Cotto para interpretar el himno de Puerto Rico en su combate ante Floyd Mayweather Jr.. La interpretación le valió múltiples halagos, incluidos los de Bob Dylan, quien dijo en aquel momento «estaba en una pelea de boxeo hace unos años, viendo a Floyd Mayweather pelear con un tipo puertorriqueño. Y el himno puertorriqueño, alguien lo cantó. Y fue precioso, fue de corazón, fue conmovedor».
En 2014 colaboró con Gustavo Cordera en el tema «Estoy Real» para el disco «Cordera Vivo», el cual se grabó en La Trastienda Club de Buenos Aires, Argentina. Un año más tarde en 2015 fue invitada por Jorge Drexler a interpretar en tarima el tema «Olas y Arena» de la compositora puertorriqueña Sylvia Rexach durante su presentación en Puerto Rico como parte de la gira del cantautor uruguayo.
En 2018, tiene participación en la canción «Sexo», de su hermano, René Juan Pérez Joglar,  más conocido como Residente y con el DJ y productor musical estadounidense, Dillon Hart Francis, conocido también como Dillon Francis.
En 2022 colabora en la canción «Mujer», junto a Villano Antillano, la cual se incluye en el álbum «La sustancia X» de esta última.

### Ilevitable
En junio de 2016 lanzó su primer álbum solista, titulado Ilevitable. El primer sencillo promocional del disco fue Caníbal el cual estuvo acompañado de un video dirigido por el argentino Juan Manuel Costa. El video fue descrito como «un pintura animada de Frida Kahlo» y ha sido elogiado postivamente por los críticos. Su segundo sencillo y video «Te Quiero Con Bugalú», fue lanzado el 7 de julio. Al mes siguiente realizó su primera gira con su banda, presentando las canciones de Ilevitable. El 7 de julio cantó en el Highline Ballroom como parte del «Latin Alternative Music Conference Official Showcase» de Nueva York. Luego, el 8 de julio, se presentó en su primer espectáculo,  como solista fuera de Puerto Rico, en vivo desde SOB's en Nueva York. Luego, durante ese mismo mes, participó en el «Nuevofest» de Filadelfia el día 10 y en el Millennium Park Summer Series» en Chicago el día 14.[cita requerida] El disco fue escogido entre los mejores 50 discos del año por la revista Billboard. 
En septiembre, fue incluida entre los nominados a los premios Grammy Latino como «mejor artista nuevo». En diciembre obtuvo un Grammy en la categoría de Mejor Álbum de Rock, Urbano o alternativo.
En febrero de 2017, Ilevitable ganó en los Premios Grammy al Mejor álbum latino de Rock, Música urbana o alternativa.

### Almadura
En mayo de 2019 lanzó su segundo álbum solista, titulado Almadura. Es un juego puertorriqueño con la palabra armadura, no solamente puede significar "armadura", sino también "alma dura", cambiando la r por la l en alusión a la pronunciación puertorriqueña.
El primer sencillo promocional y vídeo del disco fue Odio, publicado en agosto de 2018 y dirigido por César Berrios. En él se aborda los conflictos políticos de la Isla del Encanto y recrea los sucesos del Cerro Maravilla del 25 de julio de 1978, en los que murieron los jóvenes independentistas Arnaldo Darío Rosado y Carlos Soto Arriví fueron torturados y muertos a manos de la policía de Puerto Rico, el llamado Caso del Cerro Maravilla.
El segundo sencillo promocional con su correspondiente vídeo fue Temes, publicado en marzo de 2019 y dirigido por Milena Pérez Joglar. En el que se muestra la lacra de la violación y el maltrato.
El álbum consta de 12 canciones y en el colabora el pianista Eddie Palmieri, con un interludio en la canción Mi novia y piano en Déjame decirte. Coproducido por Ismael Cancel, todos los temas han sido compuestos por iLe e Ismael Cancel, excepto Mi novia, compuesta por Eddie Palmieri. Y De luna cuya letra y música son de Milena Pérez Joglar.

### Canciones para telenovelas
En 2017 sus canciones Caníbal y Extraña de Querer fueron elegidas para musicalizar los momentos románticos de la historia de amor de Florencia Estrella (Violeta Urtizberea) y Jazmín del Río (Julieta Nair Calvo) de la telenovela argentina Las Estrellas emitida por El trece.